# 拜恩德斯海姆
拜恩德斯海姆是德国莱茵兰-普法尔茨州的一个市镇。总面积5.73平方公里，总人口3090人，其中男性1534人，女性1556人（2011年12月31日），人口密度539人/平方公里。